# Oscar C. Kern
Oscar Christiano Kern (Taquara, 1 de Setembro de 1935 - 12 de janeiro de 2008) foi um roteirista e fanzineiro brasileiro, pioneiro dos fanzines no Rio Grande do Sul. Seu nome foi dado a um prêmio da Dinamo Studio concedido a fanzines.

## Biografia
Em janeiro de 1970, lançou o fanzine Historieta, produzido em um mimeógrafo, que teve uma segunda edição, no final de 1971, relançou uma nova versão do Historieta, pela Editora Dibral de Passo Fundo, a editora ainda lançaria uma outra versão, mas logo depois, Kern voltou a editar de forma independente logo em seguida, publicou "Confraria dos Dinossauros", este em parceria com o fanzineiro alagoano Valdir de Amorim Dâmaso, que durou 35 edições e "Projeto Spirit", que durou 3 edições, além do único número de "Chiste", uma publicação independente com textos e imagens. 
Kern publicou, ainda, fanzines de nostalgia, que traziam fac-símiles de todas as edições da revista "Biriba" da Rio Gráfica Editora, publicação da Era de Ouro dos quadrinhos no Brasil.
De 1972 a 1978, roteirizou quadrinhos Disney na Editora Abril, sendo o criador dos personagens Senhor X, seus três asseclas X-1, X-2 e X-3, além do corvo X-8, e dos Astronautas de Tucânia, que apareciam nas aventuras do Zé Carioca. Nas páginas do Historieta, publicou as HQs "Homem Justo", "Brigada das Selvas" e "A Histórias dos Quadrinhos", todas com desenhos de Aílton Elias, na década de 1980, pela editora Press de Franco de Rosa e Paulo Paiva, publicou uma versão em bancas do Historieta e pela EVictor, publicou uma revista de "Brigada das Selvas".
Em 2008, Kern foi homenageado pelo Dinamo Studio de Porto Alegre, que criou o Prêmio Oscar Kern